# Falkenbussard
Der Falkenbussard (Buteo buteo vulpinus) ist ein mittelgroßer Greifvogel aus der Familie der Habichtartigen.

## Merkmale
Der Falkenbussard besitzt die typische Bussardgestalt mit breiten, gefingerten Flügeln, relativ langem Schwanz und kompaktem Körper. Der Schnabel ist relativ klein, Fußwurzel und Fänge unbefiedert. Die Körperlänge des Falkenbussards beträgt 40–48 Zentimeter, die Flügelspannweite liegt bei 1,05–1,25 Meter. Damit ist er etwas kleiner als die Nominatform des Mäusebussards.
Der Falkenbussard ist sowohl der Nominatform des Mäusebussards als auch dem Adlerbussard sehr ähnlich. Es existieren vier verschiedene Farbmorphen: eine dunkle, eine rotbraune, eine fuchsrote und eine graue Morphe. Vögel der dunklen Morphe sind am Körper schwarzbraun, ebenso auf den Ober- und Unterflügeldecken, die Schwungfedern sind sehr hell, sehr auffällig ist auch der dunkle Flügelhinterrand. Die Handflügel sind sehr hell bis weiß. Der Schwanz ist hell mit einer breiten dunklen Endbinde. Die Unterscheidung vom Adlerbussard ist bei der dunklen Morphe nur anhand struktureller Merkmale möglich. Die Flügel des Falkenbussards sind viel kürzer als die des Adlerbussards. Die rotbraune Morphe ähnelt einem Mäusebussard der Nominatform, jedoch fehlt das helle Brustband, die Handflügel sind hell und die Endbinde des Schwanzes ist nur schwach ausgeprägt. Falkenbussarde der fuchsroten Morphe sind insgesamt sehr rot, die Endbinde des Schwanzes ist ebenfalls relativ schwach und der dunkle Flügelhinterrand ist stark ausgeprägt. Die fuchsrote Morphe besitzt als einzige ein helles Brustband. Die graue Morphe ähnelt der rotbraunen, nur sind hierbei alle warm braunen Farbtöne durch graue ersetzt.
Das auffälligste Strukturmerkmal des Falkenbussards sind die recht kurzen und schmalen Flügel (allerdings mit breitem Armflügel) und der im Vergleich zum Mäusebussard recht lange Schwanz.

## Stimme
Die Stimme des Falkenbussards entspricht der Nominatform des Mäusebussards. Er äußert sehr oft einen klagenden, zum Ende hin leicht abfallenden Pfeifton, der meist mit „piiäääh“ umschrieben wird.

## Verbreitung
Der Falkenbussard brütet in Nordosteuropa und Westasien, wo er die Nominatform des Mäusebussards ersetzt. Er ist ein ausgeprägter Langstreckenzieher, der in großen Trupps über den Bosporus und Palästina nach Südostafrika zieht.

## Lebensweise und Ernährung
Der Falkenbussard ist ein Steppengreifvogel, der hauptsächlich offene Landschaft bewohnt. Wie alle Bussarde ist er tagaktiv und jagt aus einem kreisenden Suchflug oder von einem Ansitzplatz aus.
Die Nahrung des Falkenbussards besteht hauptsächlich aus kleinen Nagetieren, die Hauptnahrung bilden Mäuse, Ratten und Wühlmäuse. Daneben werden auch große Insekten, Würmer, Reptilien und gelegentlich auch Kleinvögel oder Nestlinge erbeutet.

## Systematik
Der sogenannte „buteo-vulpinus-Komplex“ umfasst zahlreiche Unterarten der polymorphen Art des Mäusebussards (Buteo buteo), die für die Taxonomie seit langem problematisch sind. Auch der nahe verwandte und (zu einigen Unterarten) sehr ähnliche Adlerbussard (Buteo rufinus) und Bergbussard (Buteo oreophilus) können hier angeschlossen werden. Innerhalb des gewaltigen Areals dieses Artenschwarms, von Japan bis Südafrika, wurde eine unterschiedliche Zahl an Arten und Unterarten unterschieden. In einer aktuellen Revision des Komplexes mittels molekularer und morphologischer Merkmale kommen die Autoren zu folgenden Schlüssen:
- Anhand der mitochondrialen DNA sind die Formen nicht gegeneinander differenzierbar. Dies galt sogar für die variabelste Sequenz, ein nicht-codierendes Pseudogen. Viele Formen, darunter vulpinus, wiesen sogar monomorph jeweils dasselbe Allel auf.
- Morphologisch sind die meisten Arten und Unterarten differenzierbar, wenn auch die Merkmale z. T. breite Überlappung zeigen. Dabei waren allerdings immer die Arten bzw. Unterarten mit benachbartem (oder sympatrischen) Areal ausreichend gegeneinander differenziert. Dies gilt auch für Buteo buteo buteo und Buteo buteo vulpinus in Osteuropa. Die Merkmale waren z. T. morphometrisch mit Merkmalen der Lebensweise, wie offene oder bewaldete Vorzugshabitate, Zug- oder Standvogel, präferierte Beutearten, korreliert, was in einigen Fällen konvergente Ausbildung wahrscheinlich macht.

Die Autoren schließen daraus auf einen erst in jüngster Zeit, wahrscheinlich nacheiszeitlich, aufgespaltenen Formenkomplex, dessen einzelne Linien reproduktiv nicht vollkommen voneinander isoliert sind, und der noch von der Verteilung der genetischen Marker (Allele) der Ausgangspopulation mitgeprägt ist. Die netzförmig (retikulat) verlaufende Evolution ist mit den Methoden der Kladistik nicht perfekt abzubilden. Sie schlagen vor, Buteo buteo als Sammelart zu fassen, in die alle genannten Formen (entweder als Kleinarten oder als Unterarten) einzuordnen wären. Der Untersuchung gemäß kann der Status einer Unterart damit beibehalten werden.